# Магнолія Кобус (Львів-Брюховичі)
Магно́лія Ко́бус — об'єкт природно-заповідного фонду Львівської області, ботанічна пам'ятка природи місцевого значення. 
Площа 0,05 га. Пам'ятка природи була створена рішенням обласної ради від 9 жовтня 1984 року № 495 з метою збереження дерева виду Магнолії кобус (Magnolia kobus DC.) віком 23 роки. Перебуває у віданні Львівського ДЛГ, Завадівське лісництво. 
Місцерозташування: м. Львів, смт Брюховичі, вул. Гайова, 3 (приватна територія). 
Обстеження Держекоінспекції у Львівській області, проведене у 2013 році, встановило, що 28 жовтня 2002 року буревій знищив дерево магнолії. Рішенням комісії рекомендовано ліквідувати залишки дерева (на сьогодні не існує навіть пня). Працівники ДП «Львівське лісове господарство» висадили на місці втраченої пам'ятки нову магнолію того ж сорту (висота до 2 метрів, огороджене).  